# Winthrop (condado de Kennebec)
Winthrop es un lugar designado por el censo ubicado en el condado de Kennebec en el estado estadounidense de Maine. En el Censo de 2010 tenía una población de 2650 habitantes y una densidad poblacional de 141,99 personas por km².

## Geografía
Winthrop se encuentra ubicado en las coordenadas 44°19′24″N 69°57′3″O / 44.32333, -69.95083. Según la Oficina del Censo de los Estados Unidos, Winthrop tiene una superficie total de 18.66 km², de la cual 14.45 km² corresponden a tierra firme y (22.58%) 4.21 km² es agua.

## Demografía
Según el censo de 2010, había 2650 personas residiendo en Winthrop. La densidad de población era de 141,99 hab./km². De los 2650 habitantes, Winthrop estaba compuesto por el 97.55% blancos, el 0.57% eran afroamericanos, el 0.08% eran amerindios, el 0.34% eran asiáticos, el 0% eran isleños del Pacífico, el 0.19% eran de otras razas y el 1.28% pertenecían a dos o más razas. Del total de la población el 1.25% eran hispanos o latinos de cualquier raza.